# Montera

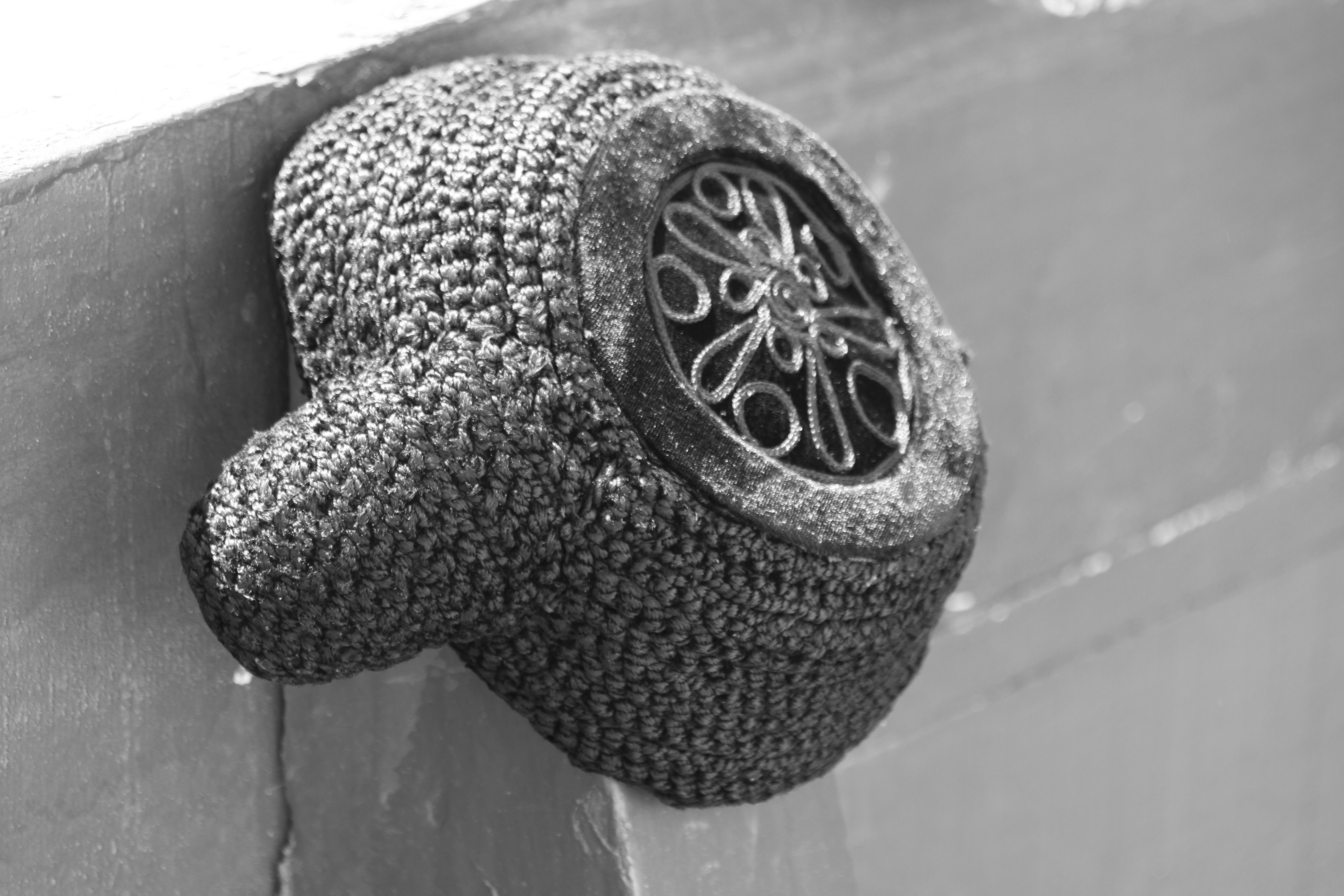
Imatge d'una Montera

La montera és la lligadura tradicional dels toreros (tant de l'espasa com dels banderillers). S'usa des del segle xix, en substitució del bicorn d'algutzirs i d'altres oficials autoritzats a executar morts. Va ser introduïda a la indumentària taurina el 1835 pel torero Francisco Montes, «Paquiro», qui va realitzar diverses modificacions al vestit de torero. La montera està habitualment feta de pell d'astracà amb una coberta interior de tafetà.

## Galeria

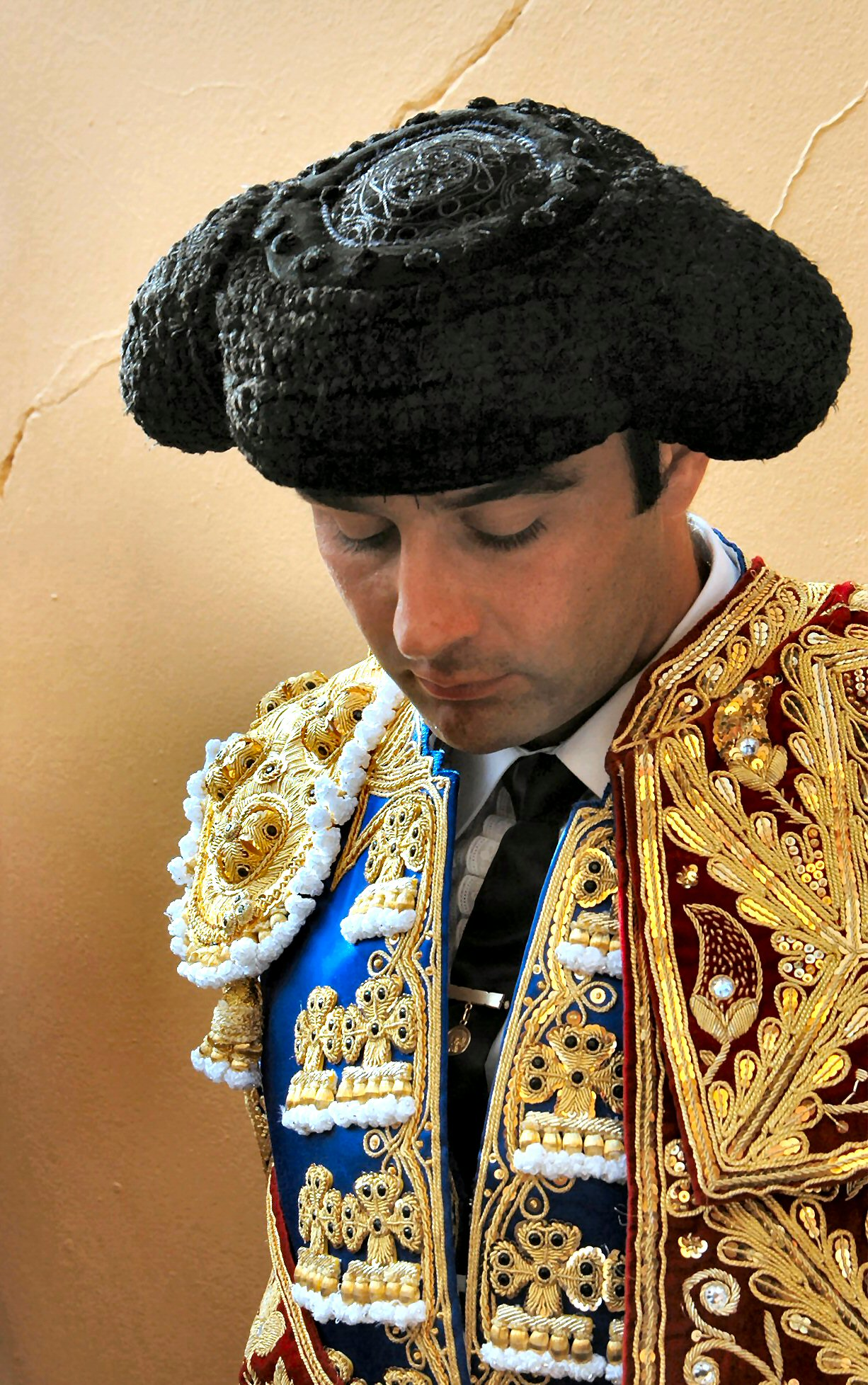
Montera portada per Enrique Ponce
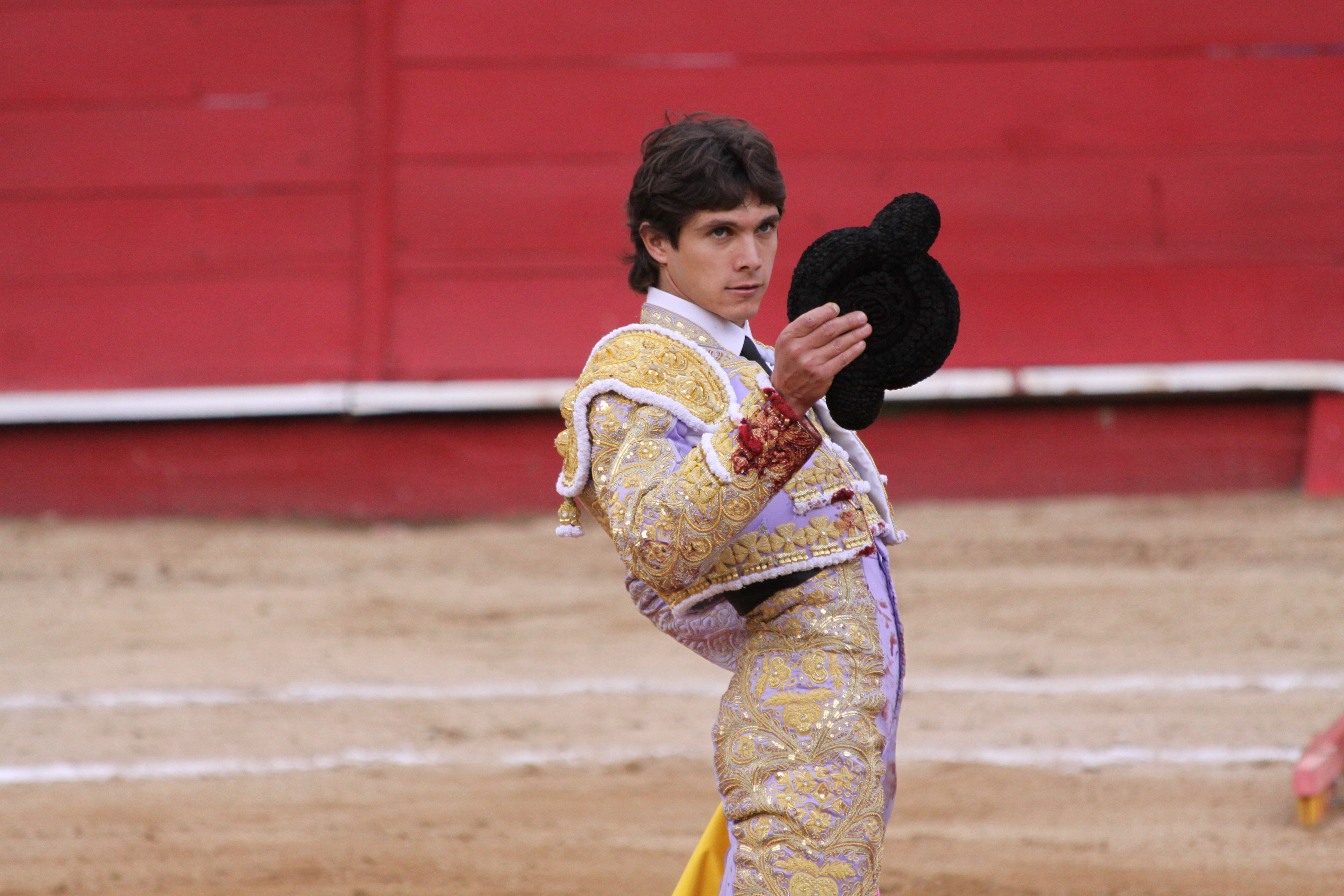
Brindis amb la montera
Vista interior de la montera